# Железнодорожная филателия

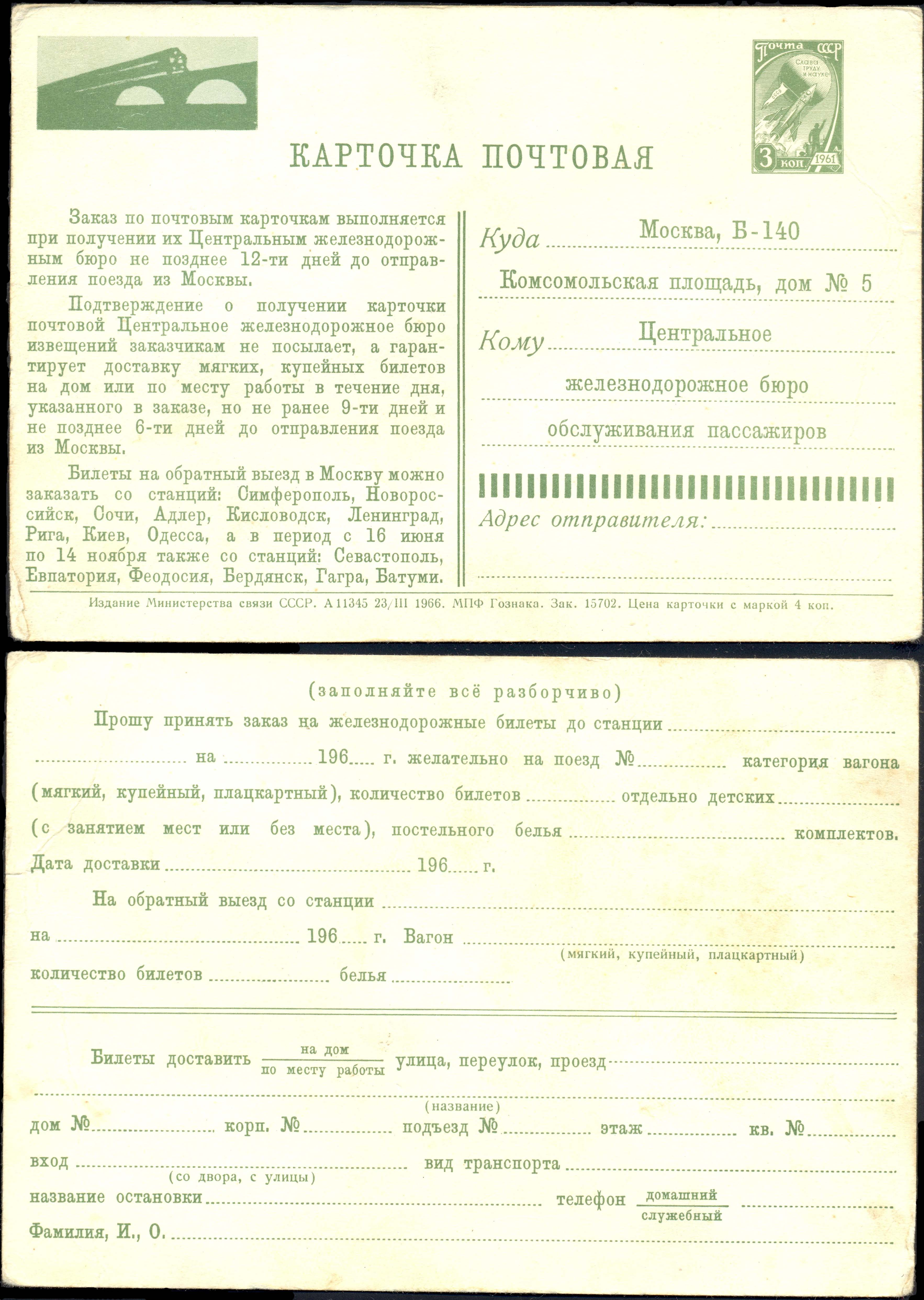
Пример цельной вещи — маркированной почтовой карточки заказа железнодорожных билетов (лицевая и оборотная стороны, СССР, 1966) с напечатанной стандартной маркой (1961, 3 копейки)

Железнодорожная филателия — раздел филателии, включающий два основных направления коллекционирования:
1. собирание и изучение предметов железнодорожной почты (железнодорожных марок[2][3], почтовых штемпелей[4], цельных и целых вещей и др.)[5]
2. тематическая железнодорожная филателия[6][7][8]. Она является ответвлением тематической филателии, охватывая филателистические материалы, посвящённые железным дорогам, и весьма популярна среди коллекционеров[9][10][11][12].

## Железнодорожная почта
К предметам железнодорожной почты, собираемым и изучаемым в рамках железнодорожной филателии, могут относиться:
- домарочные штемпели и отметки железнодорожной почты, например, франкировочная отметка «Free» («Бесплатно»), сделанная в 1830 году, во время самой первой почтовой перевозки по рельсам[15], рукой члена парламента Уильяма Хаскиссона, который тогда же стал первой в мире человеческой жертвой на железной дороге;
- документы, телеграммы, таймшиты, наклейки (ярлыки) и другие материалы, относящиеся ко времени, когда почтовая служба начала активно использовать железную дорогу для доставки почтовых отправлений, включая появление железнодорожных почтовых отделений (отделений при железнодорожных станциях) и почтовых вагонов;
- почтовые штемпели железнодорожных отделений;
- письма и почтовые карточки с обозначенным на них железнодорожным маршрутом, необычные штампы для нестандартных ситуаций, отметки специализированной корреспонденции (например, заказной), посылочные отметки;
- пометки неоплаченной почты и другие, которые иллюстрируют те или иные особенности функционирования железнодорожных почтовых отделений;
- железнодорожные марки и другие материалы, связанные с железнодорожной службой доставки писем и посылок в Великобритании, Бельгии, Нидерландах и других странах;
- почтовые штемпели почтовых вагонов и железнодорожные марки, относящиеся к железнодорожной почте Франции, и другие подобные материалы.

## Тематическая железнодорожная филателия

### Общие положения
В общем случае собирание почтовых марок с изображениями поездов и железных дорог называется мотивным железнодорожным коллекционированием. Если в коллекцию включаются все марки, имеющие какое-либо отношение к железнодорожной тематике, то подобное коллекционирование называется тематической железнодорожной филателией. В последнем случае речь идёт о любых транспортных средствах, передвигаемых по железнодорожной колее и применяемых для перевозки людей и грузов. Сюда же относят персоналий, которые были причастны к развитию и обслуживанию железнодорожного транспорта, а также к его использованию для сообщений и путешествий.
В область тематического железнодорожного коллекционирования может, в частности, включаться отражение на марках таких объектов и тем, как:
- железнодорожные мосты (отличимы от мостов с трамвайными путями);
- железнодорожные паромы и суда, владельцами которых являются железные дороги;
- железнодорожные станции;
- железнодорожные маршруты на географических картах или картах городов (включая трамвайные маршруты);
- символическое изображение железнодорожного колеса с крыльями;
- персоналии, имеющие отношение к железнодорожной тематике, а именно:
  - сделавшие вклад в развитие и строительство железнодорожной системы,
  - сделавшие вклад в создание железнодорожного сообщения и отдельных железнодорожных линий или компаний (министры путей сообщения включаются, если сделали какой-либо особенно большой вклад),
  - занимавшие особое положение в истории обслуживания железных дорог,
  - имевшие другой выдающийся вклад или иным способом отличившиеся при эксплуатации железных дорог;
- краны и системы кранов, если они перемещаются по рельсам.

Подвесные дороги и подъёмники не относятся к железнодорожной тематике, так как они не передвигаются по железнодорожной колее. В железнодорожную тематическую коллекцию рекомендуется также включать почтовые карточки; некоторые собиратели к железнодорожному тематическому коллекционированию причисляют железнодорожные штемпели и марки-«синдереллы». Однако обычно к тематической железнодорожной филателии относят главным образом почтовые марки и другие филателистические материалы, отображающие различные стороны развития и работы железнодорожного транспорта. Среди подобных филателистических материалов можно найти франкотипы, почтовые штемпели с лозунгами, специальные гашения ручными штемпелями и обложки марочных тетрадок.

### Железнодорожный транспорт на марках
В мире выпущено тысячи почтовых марок, на которых нарисованы паровозы, тепловозы и электровозы. На других марках запечатлены пионеры железнодорожного дела, железнодорожные станции, сигналы, мосты, виадуки, тоннели и другие аспекты функционирования железных дорог. Одна из самых трудных задач в тематическом коллекционировании — организовать марки в коллекции так, чтобы они рассказывали логически последовательную историю.
Тематика «железнодорожный транспорт» может трактоваться очень широко и, помимо марок, охватывать, например:
- штемпели передвижных выставок, организуемых в поездах;
- штемпели вокзальных и перронных почт;
- штемпели, используемые в почтовых вагонах, и т. п.

Более узкие темы железнодорожной коллекции могут ограничиваться:
- почтовыми выпусками в связи со 100-летиями железных дорог,
- марками с железнодорожными мотивами,
- филателистическими материалами по развитию железнодорожного сообщения в какой-либо одной стране и т. д.

Примеры железнодорожной тематики на почтовых марок мира
Западный Берлин, 1971 (Mi #379; Sc #9N305)
То же (Mi #382; Sc #9N308)
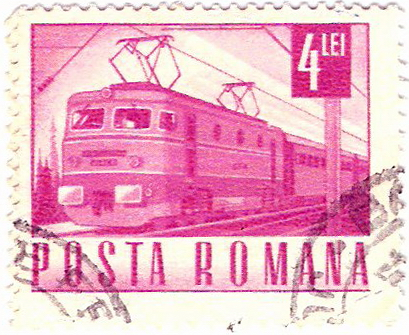
Румыния, 1971 (Sc #2281)
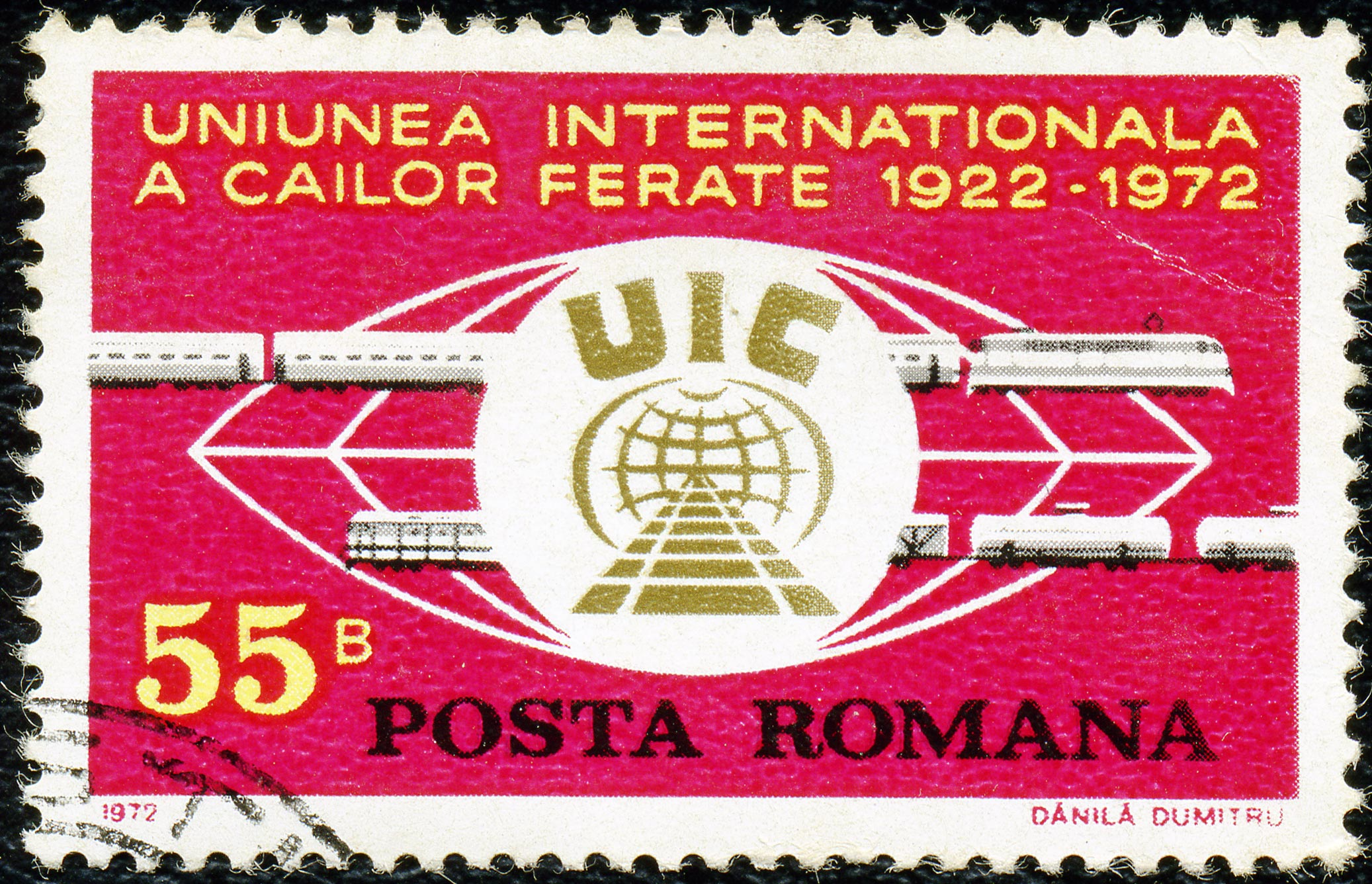
Румыния, 1972 (Sc #2329)
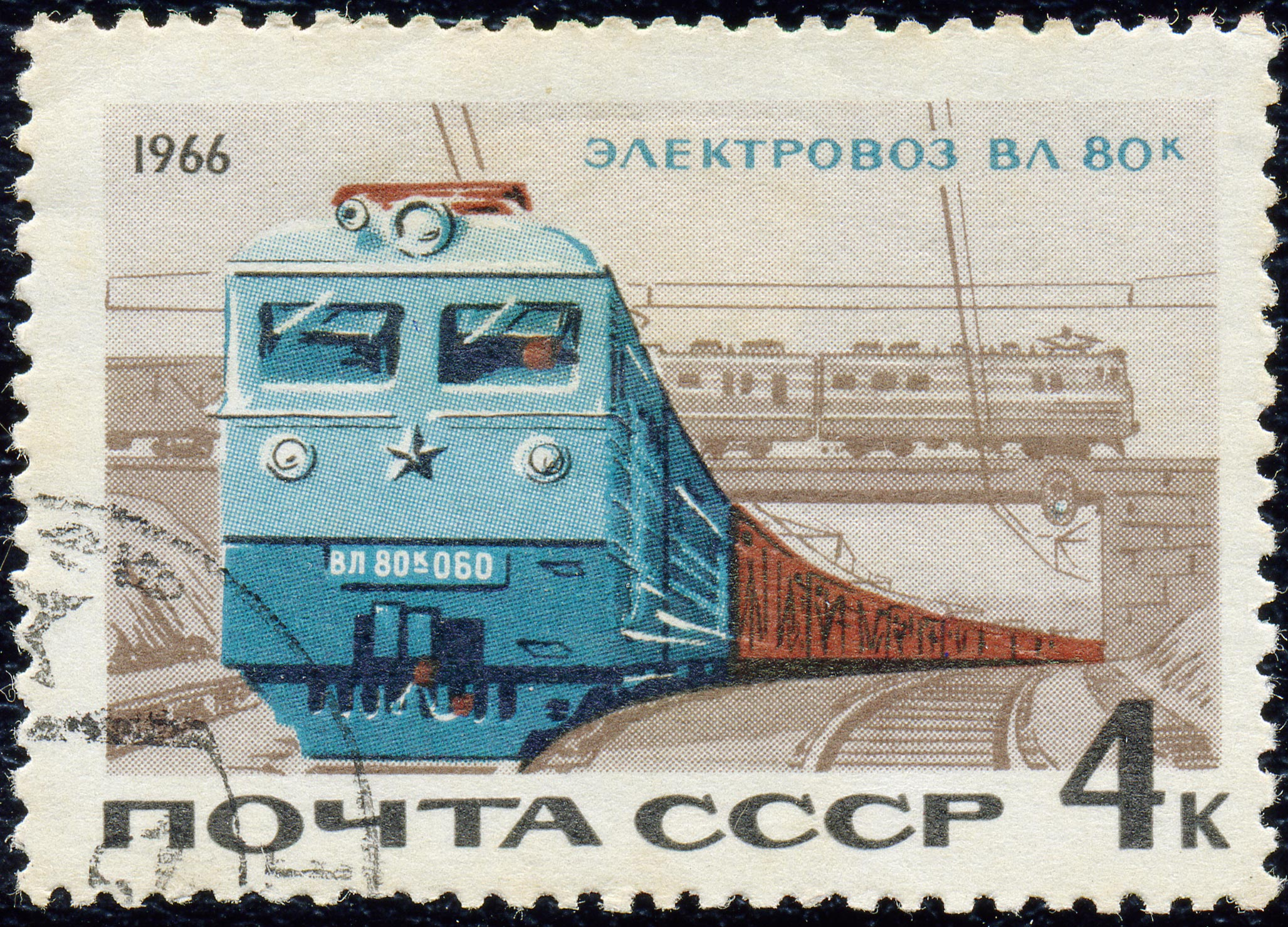
СССР, 1966. Художники Лесегри
 (ЦФА [АО «Марка»] № 3391)
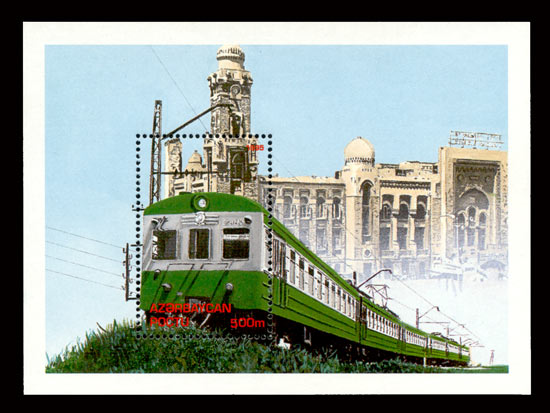
Азербайджан, 1996 (Sc #548)

### Примеры паровозов на почтовых марках

#### Нью-Брансуик и США: первые марки с паровозом

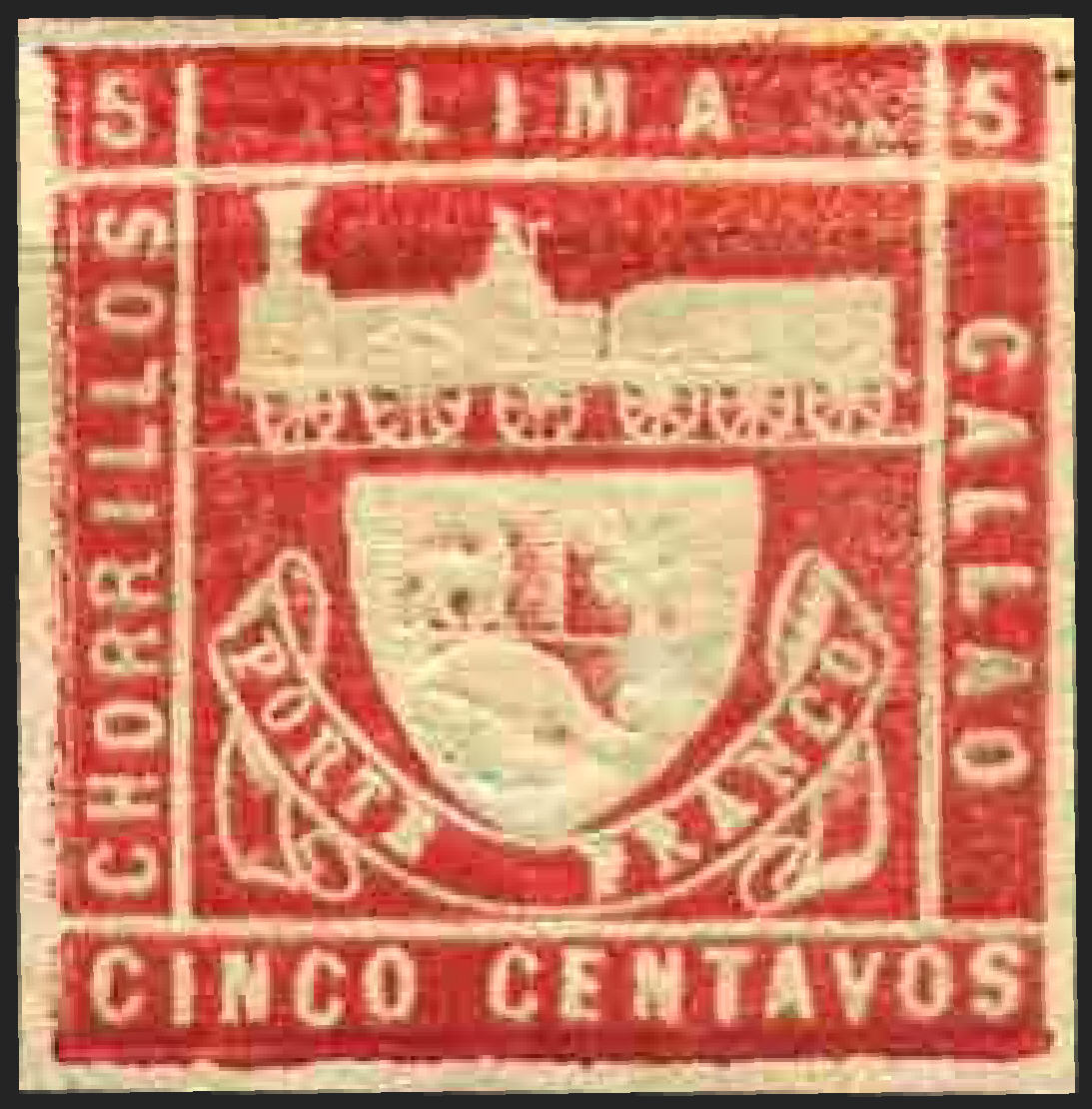
Почтовая марка Перу: с рисунком паровоза и, возможно, первая коммеморативная

Первой почтовой миниатюрой с изображением паровоза стала марка британской колонии Нью-Брансуик (Канада), выпущенная в 1860 году.
Вторая официальная почтовая марка с паровозом — марка США номиналом в 3 цента, которая появилась в 1869 году. Она была отпечатана компанией National Bank Note Company по заказу почтового ведомства США в серии новых марок, получившей название «Pictorial Issue» («Графический выпуск»), поскольку состояла из рисунков на разнообразные сюжеты.

Первые почтовые марки с рисунком паровоза
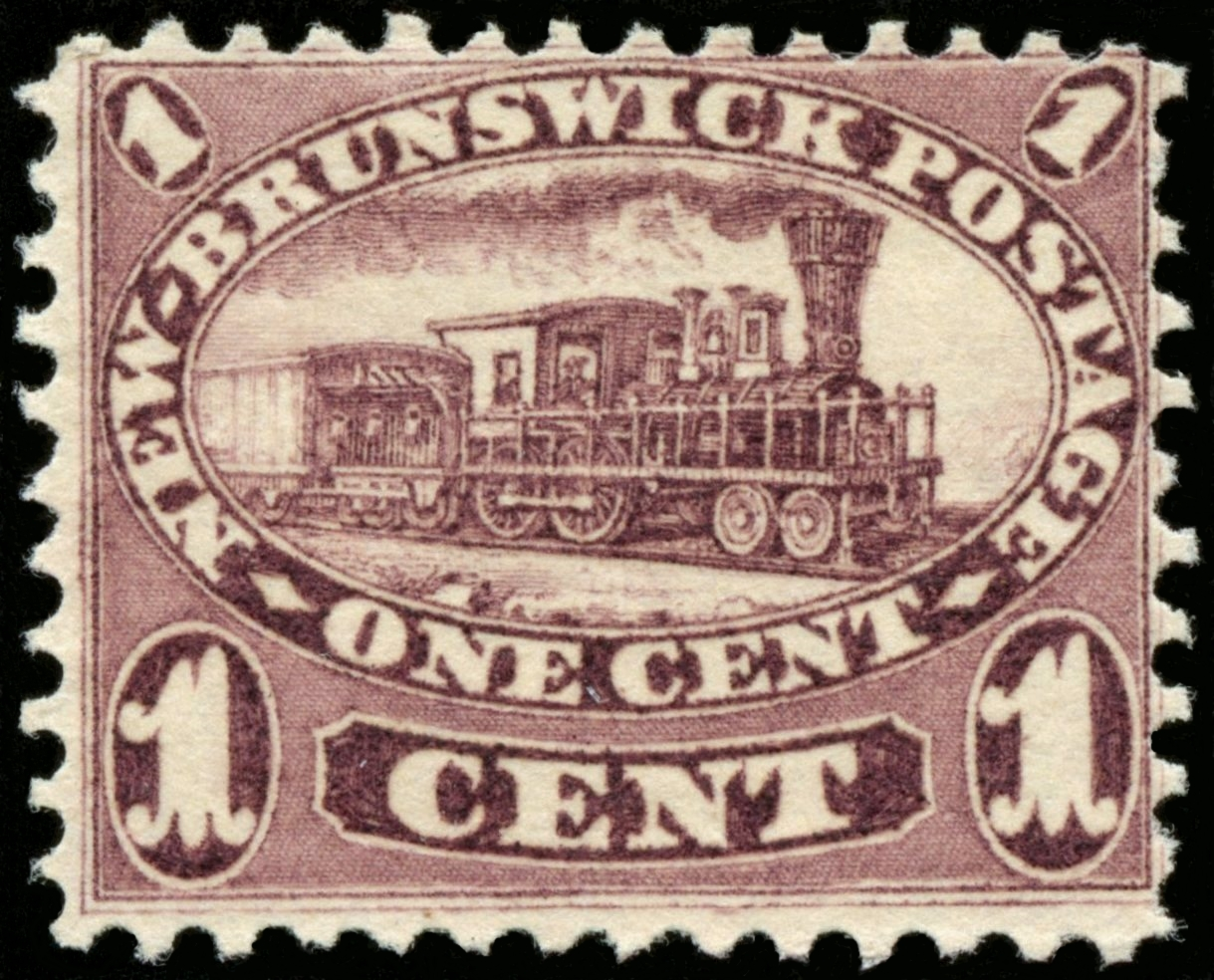
Нью-Брансуик, 1860 (Mi #4b; Yt #4a; Sc #6)
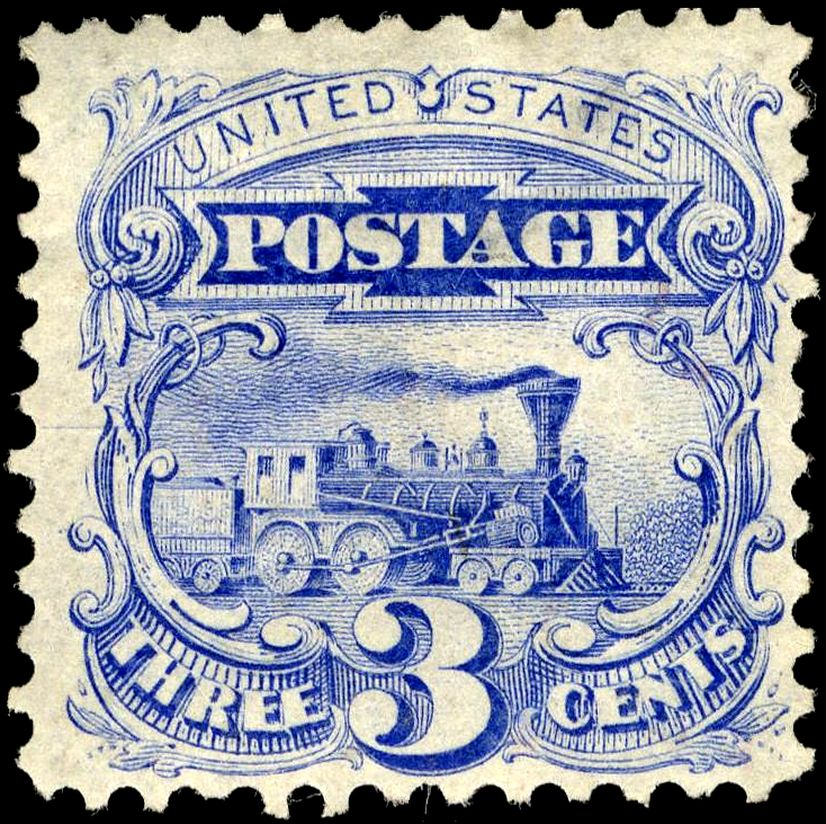
США, 1869 (Mi #28; Yt #31)

#### Один из ранних паровозов на марке Перу
Третьей в мире официальной маркой с изображением паровоза называют почтовую марку Перу 1871 года, которая применялась для оплаты почтового сбора за пересылку писем по железной дороге между городами Лима, Чорильос и Кальяо.
Одновременно эта марка признаётся первой в мире коммеморативной маркой, поскольку она была якобы посвящена 20-летию открытия железнодорожной линии Лима — Кальяо. Однако, по другим данным, марка поступила в обращение годом раньше[≡] и, значит, не может быть приурочена к указанному событию и считаться памятной.

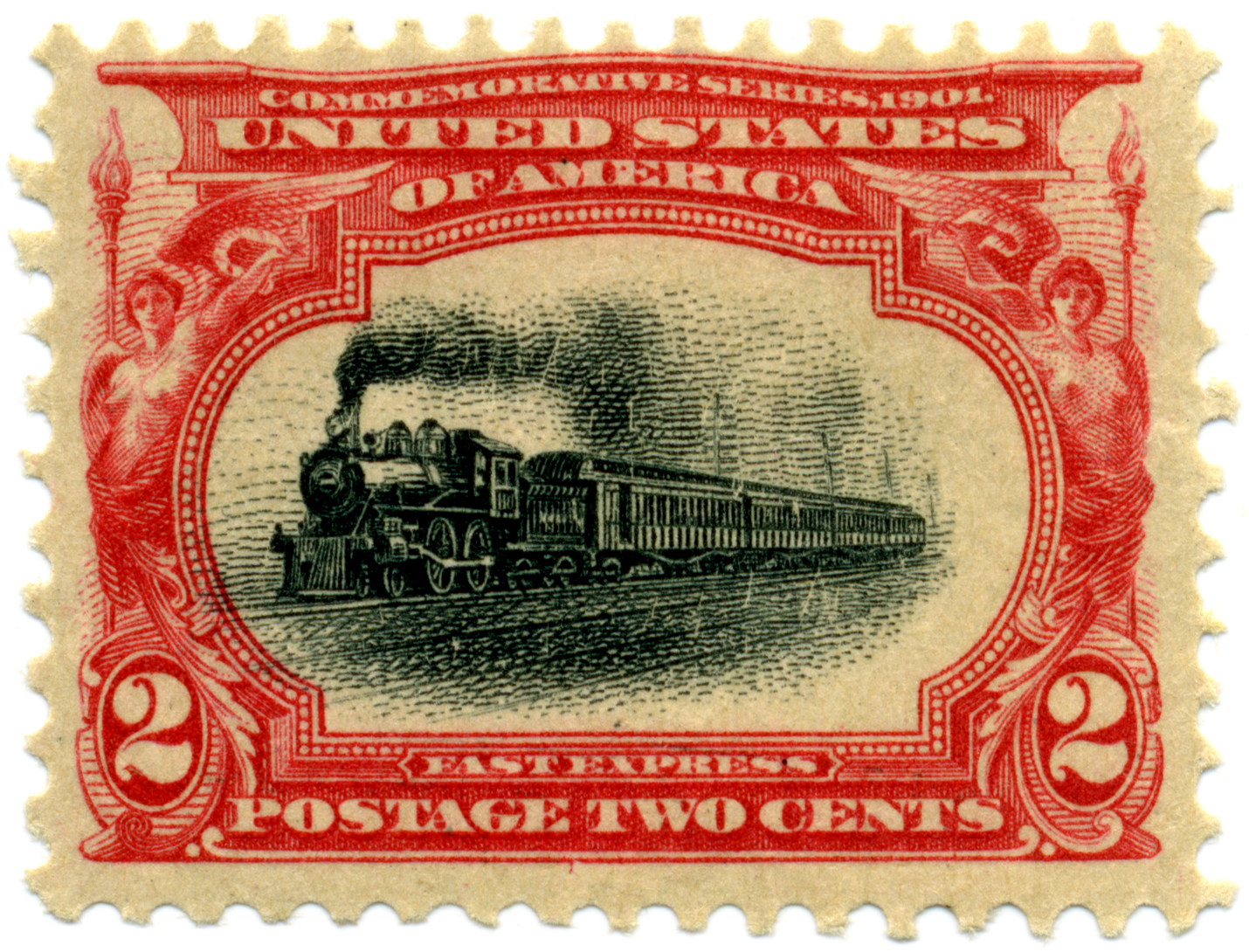
Почтовая марка США (1901) с нормальным (неперевёрнутым) изображением паровоза из «Панамериканского выпуска»(Sc #295)

#### США: «Панамериканский выпуск»
В 1901 году США выпустили очередную почтовую марку с нарисованным на ней паровозом (Sc #295) в серии, приуроченной к Панамериканской выставке в Буффало. Это была 2-центовая миниатюра с надписью англ. «Fast Express» («Скорый поезд»). При печатании марок этой серии, которая стала первой двухцветной среди марок США, произошла ошибка, и три миниатюры, включая «паровозную», получились с перевёрнутым центром. Среди коллекционеров они известны под названием «панамериканских перевёрток». Вместе с двумя другими марка с перевёрнутым изображением паровоза («паровоз вверх колесами») является ныне редкостью (Sc #295a). В прошлом цена на неё доходила до 12 тысяч долларов.
На современном аукционе одиночная 2-центовая перевёртка была продана за $90 000, а уникальный квартблок этих марок — за $800 000, что возводит её в ранг самой дорогой в мире марки с паровозом и железнодорожной тематики в целом.

#### Советский паровоз ИС
Изображение паровоза ИС («Иосиф Сталин») на советских почтовых марках появлялось лишь три раза. Паровоз был дважды запечатлён на марках сталинской эпохи. Впервые он был нарисован на марке из серии, выпущенной 23 января 1941 года (ЦФА [АО «Марка»] № 783) (СК #690), а во второй раз — 30 сентября 1948 года (ЦФА [АО «Марка»] № 1280) (СК #1190). Наконец, на советской марке 1986 года (ЦФА [АО «Марка»] № 5774) (СК #5405) изображён локомотив ФДп20-578, представляющий собой переименованный ИС20-578, с литерами «СССР» на «фронтоне вместо И. СТАЛИН» и в виде памятника в Киеве «в честь трудовой славы советских железнодорожников», как указано на марке.
Этот паровоз стал также основой сюжета для почтовых марок, выходивших в Либерии, Монголии (дважды), на Украине и в Сенегале.
Почтовая миниатюра Либерии с изображением паровоза ИС (Mi #4981) поступила в обращение 13 декабря 2004 года. Аналогичная первая марка Монголии (Mi #118) была издана 1 февраля 1956 года в серии из двух марок, посвящённых советско-монгольской дружбе. Примечательно, что на второй монгольской марке, появившейся в свет 5 декабря 1997 года (Mi #2696), паровоз ИС (на марке обозначен как FDp) изображён с сюжетной ошибкой — с пятью движущими осями, как у паровоза ФД (тип 1-5-1).
23 июля 1999 года в сенегальской серии марок в честь локомотивов мира паровоз ИС был нарисован в первоначальном виде: с литерами «И. СТАЛИН» на фронтоне (Mi #1735). Такой же подход к историческому названию паровоза встречается на украинской почтовой марке, эмитированной 15 сентября 2006 года (Mi #808).

Паровоз «Иосиф Сталин» на почтовых марках
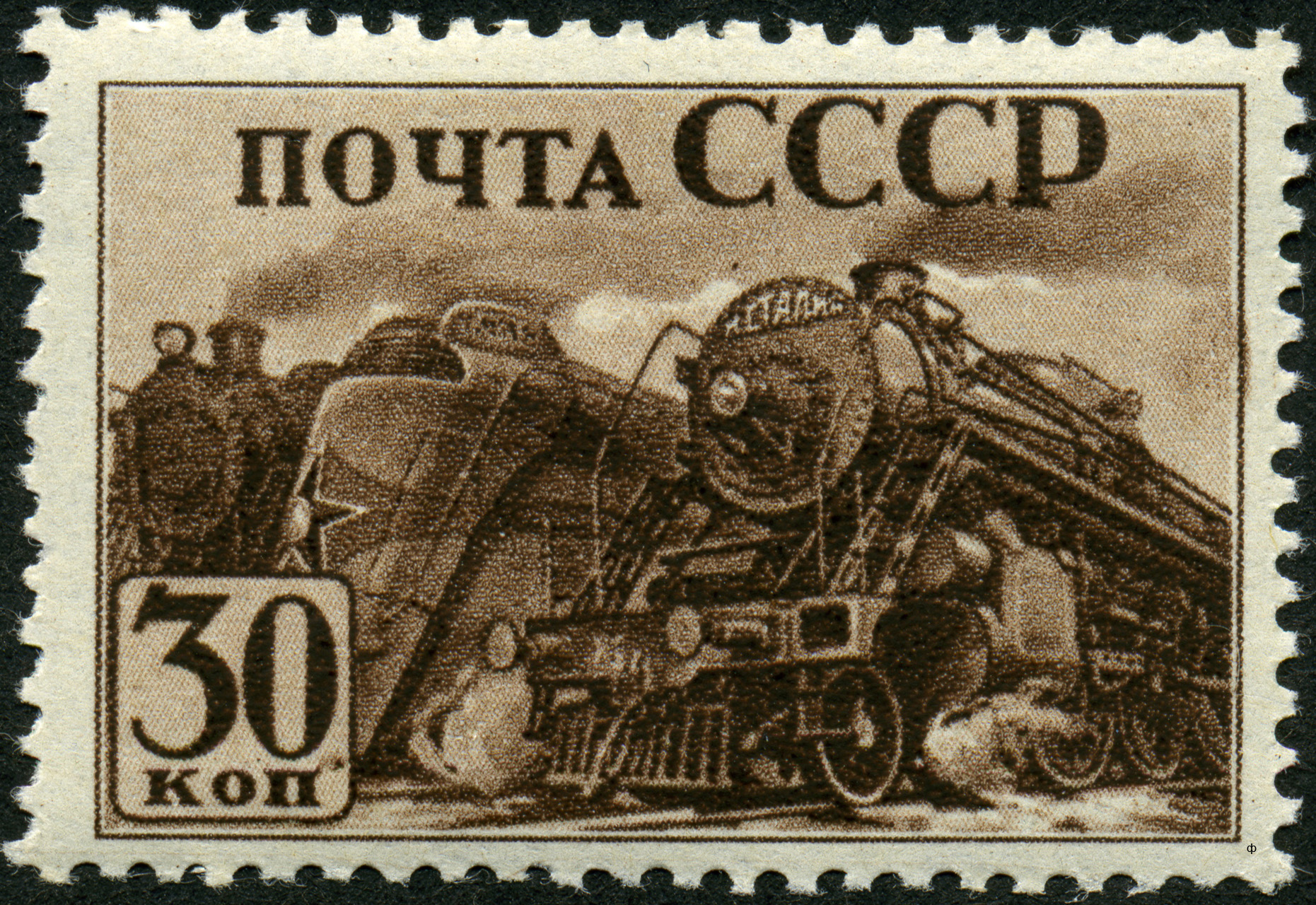
СССР, 1941. Художник Ф. Козлов
 (ЦФА [АО «Марка»] № 783)
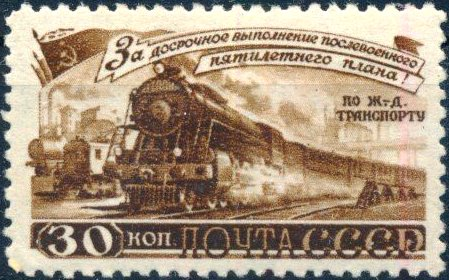
СССР, 1948. Художник В. Завьялов (ЦФА [АО «Марка»] № 1280)
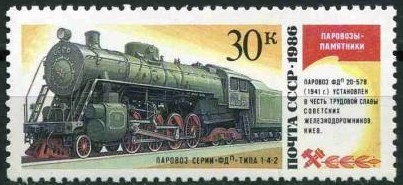
СССР, 1986: переименованный паровоз ИС — памятник в Киеве. Художник Г. Комлев
 (ЦФА [АО «Марка»] № 5774)
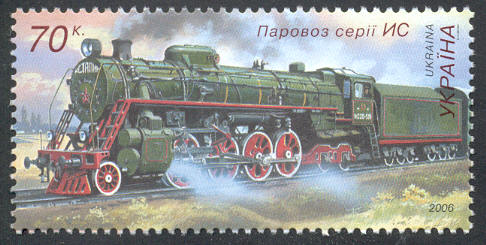
Украина, 2006. Художник В. Руденко (Mi #808)

#### Советский паровоз П36
Ещё один заметный сюжет железнодорожной тематической филателии — паровоз П36. При этом почтовое ведомство СССР не печатало ни одной марки с его изображением, зато он удостоен чести быть представленным на почтовых миниатюрах других государств. Так, этот локомотив встречается на почтовых марках (зубцовой и беззубцовой), выпущенных 23 февраля 1972 года в Венгрии (Mi #2733А/B).
Паровоз П36 дважды выходил на марках Бутана. На почтовых миниатюрах, изданных 24 августа 2005 года, изображены:
- паровоз П36-0097 (Mi #2445; Sc #1405) — в составе малого листа почтовых марок,
- паровоз П36-0032 (Mi #2446; Sc #1406) — в составе почтового блока.

28 августа 1999 года П36 появился на почтовой марке государства на Карибских островах Гренада — Гренадины (Mi #2358). 13 декабря 2004 года он был запечатлён на почтовой марке Либерии (Mi #4977), в составе художественного малого листа. В 2003 году почтовая администрация Эритреи объявила «незаконным» выпуск почтового блока с маркой номиналом в 8 накфа и с эмблемой Ротари Интернешнл, на которой был нарисован паровоз П36.

Примеры почтовых марок с изображениями паровозов
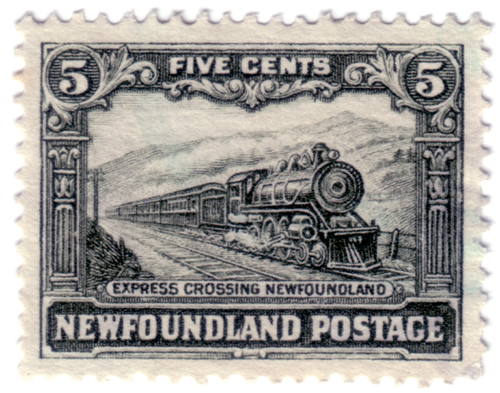
Ньюфаундленд, 1928 (Sc #149)
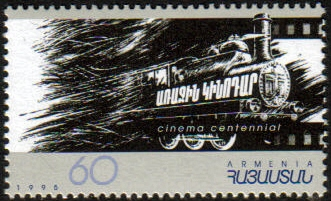
Армения, 1996 (Sc #529)
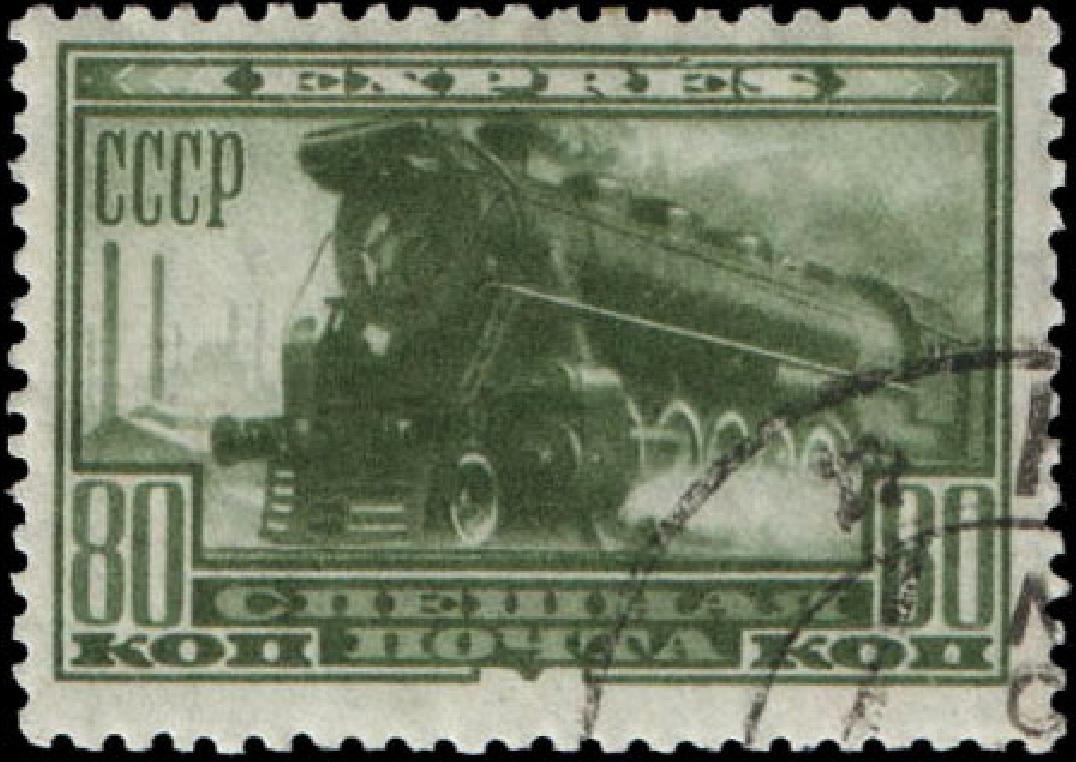
СССР, 1932: спешная почта. Художник И. Дубасов (ЦФА [АО «Марка»] № 389)
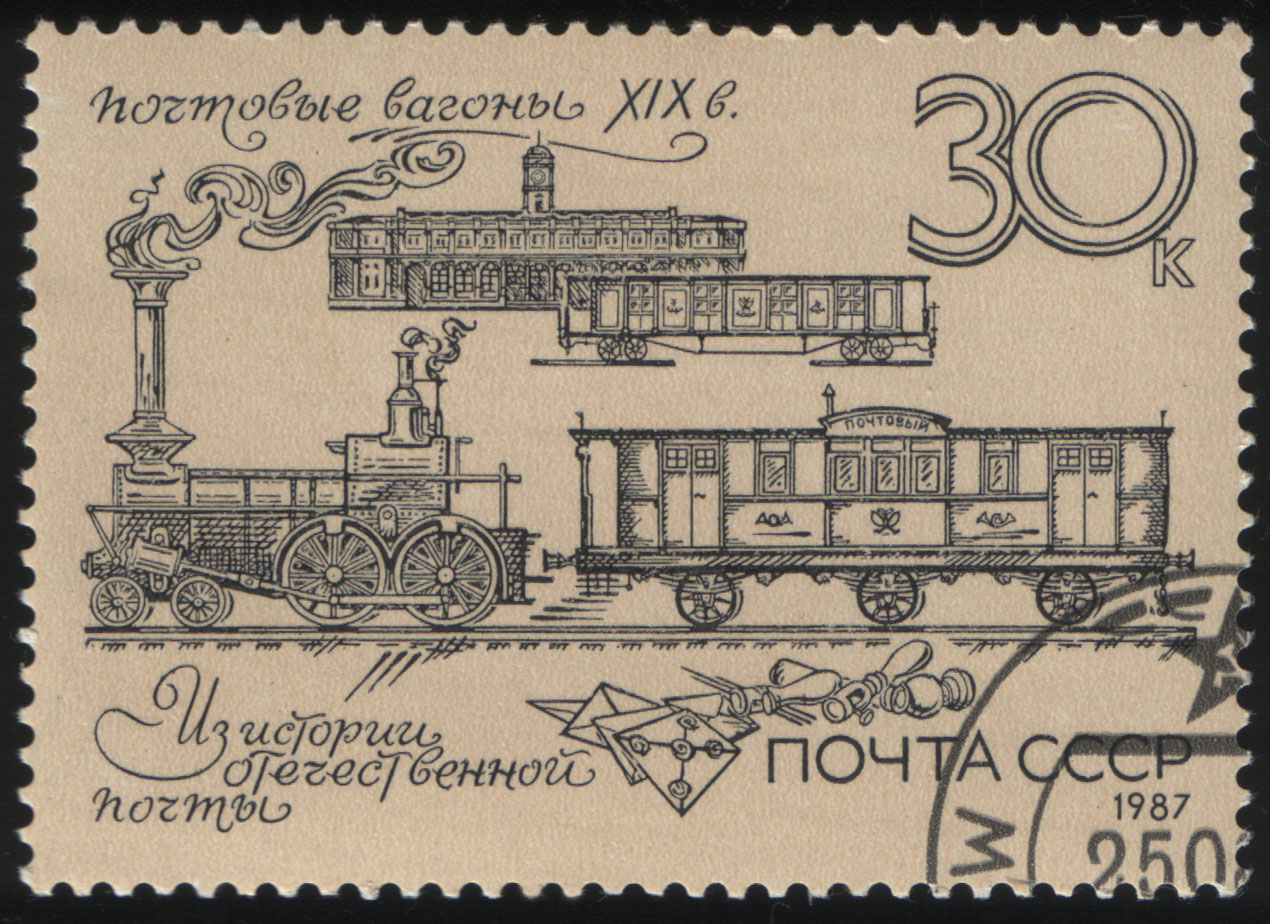
СССР, 1987. Художник Ю. Арцименев (ЦФА [АО «Марка»] № 5862)

## Цельные и целые вещи, спецгашения
Некоторые цельные вещи имеют непосредственное отношение к железнодорожной теме за счёт соответствующих рисунков на напечатанном знаке почтовой оплаты или других графических элементах, которые несут на себе маркированные конверты и почтовые карточки. Они заслуженно привлекают внимание железнодорожных филателистов. К примеру, более четверти членов специального объединения для таких собирателей в США — Железнодорожного отделения имени Кейси Джонса — коллекционируют подобные цельные вещи. О количестве выпущенных в мире железнодорожных цельных вещей можно судить по оценке, сколько их издано, например, в одном только СССР, и некоторые филателисты называют для таковых число порядка 8—10 тысяч единиц.
| Примеры цельных вещей, относящихся к железнодорожной филателии                                                                 | Примеры цельных вещей, относящихся к железнодорожной филателии                | Примеры цельных вещей, относящихся к железнодорожной филателии |
| --- | ----------------------------------------------------------------------------- | -------------------------------------------------------------- |
| |                                                                               |                                                                |
| Штемпель почтового вагона (вверху) и железнодорожного почтового отделения (внизу) на открытом письме Российской империи (1883) | Штемпель почтового вагона на маркированном конверте Российской империи (1884) |                                                                |

Железнодорожную коллекцию также можно пополнить посредством большого разнообразия всевозможных целых вещей, на которых могут иметься марки, рисунки и штемпели, посвящённые железнодорожной отрасли или связанные с ней. В том же американском Железнодорожном отделении имени Кейси Джонса около 45 % его членов собирают различные конверты подобного рода (среди которых могут попадаться и цельные вещи). В первую очередь, к таким конвертам относят:
- имеющие марку с изображением, например, поезда,
- отправленные железнодорожной компанией,
- отправленные родственной компанией или организацией (например, производителями железнодорожного транспорта и оборудования),
- рекламирующие продукцию, услуги или компании[32],
- рекламирующие ярмарки и выставки,
- отправленные в пути непосредственно с поезда,
- сувенирные конверты по случаю какого-нибудь мероприятия,
- патриотические конверты[32],
- пропагандистские конверты[32],
- частные конверты.

Отдельные категории целых вещей составляют:
- конверты первого дня;
- почтовые карточки и картмаксимумы;
- целые вещи с гашениями и пометками железнодорожного характера, включая штемпели почтовых вагонов, франкотипы, специальные гашения и т. д.;
- конверты катастрофной почты;
- сувенирные конверты особых поездов, например, «Американского поезда свободы»[англ.] и «Скорого поезда празднования столетия»[англ.][33], и др.

Примеры целых вещей и спецгашений, коллекционируемых в рамках железнодорожной филателии
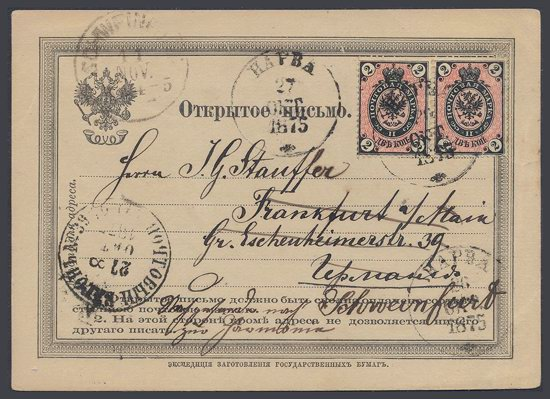
Штемпель почтового вагона на открытом письме Российской империи (1875)
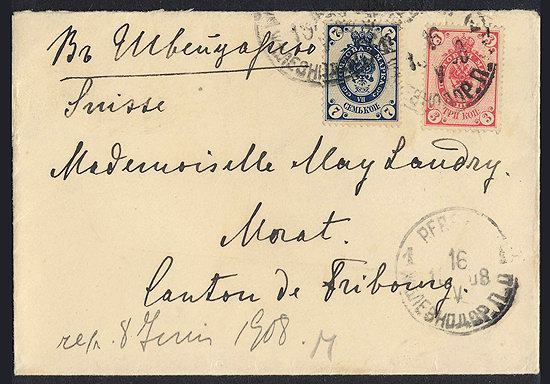
Штемпель железнодорожного почтового отделения на конверте Российской империи (1908)
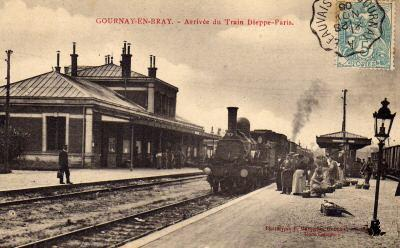
Железнодорожная станция в Ферриер-ан-Бре[англ.] на открытке, франкированной почтовой маркой Франции (1906)
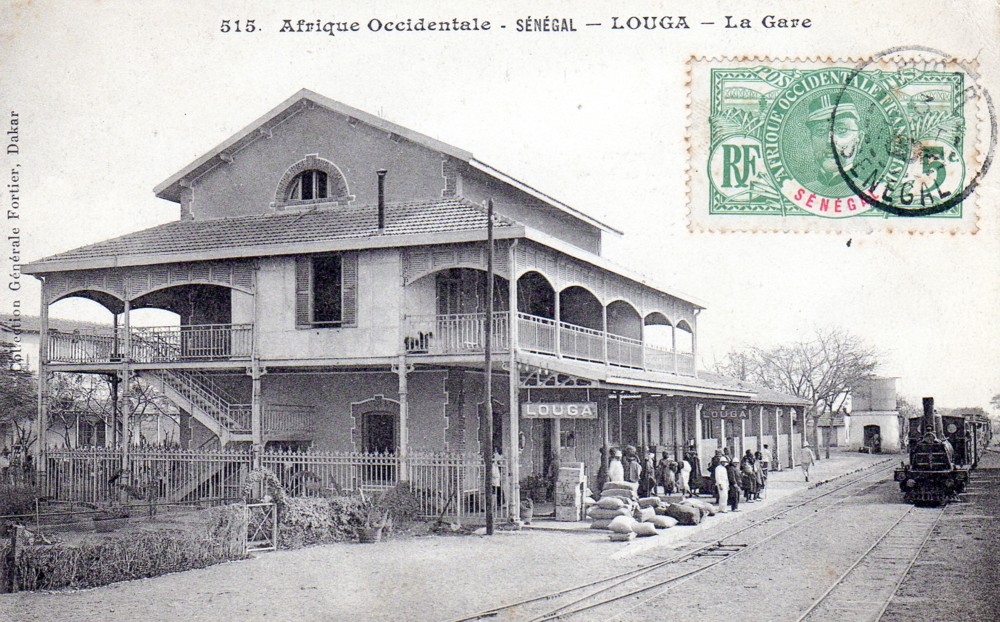
Вокзал в Луга́ на открытке, франкированной почтовой маркой Сенегала времён Французской Западной Африки (1908)
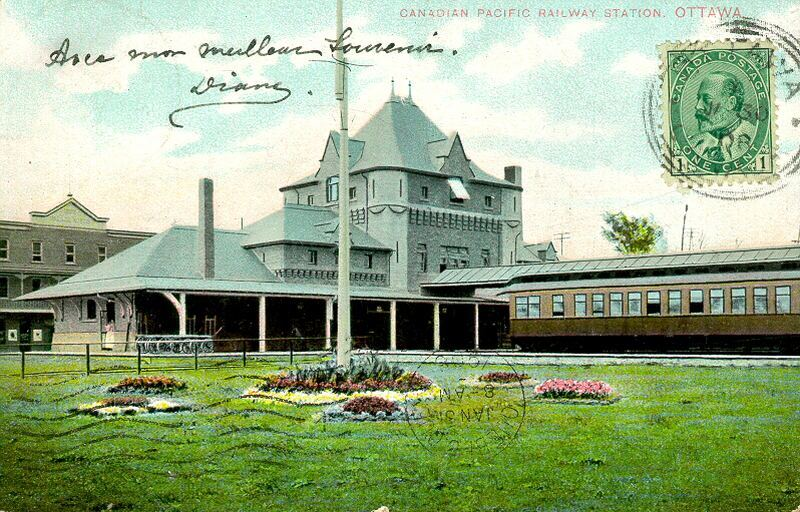
Вокзал в Оттаве на открытке, франкированной почтовой маркой Канады (1908)
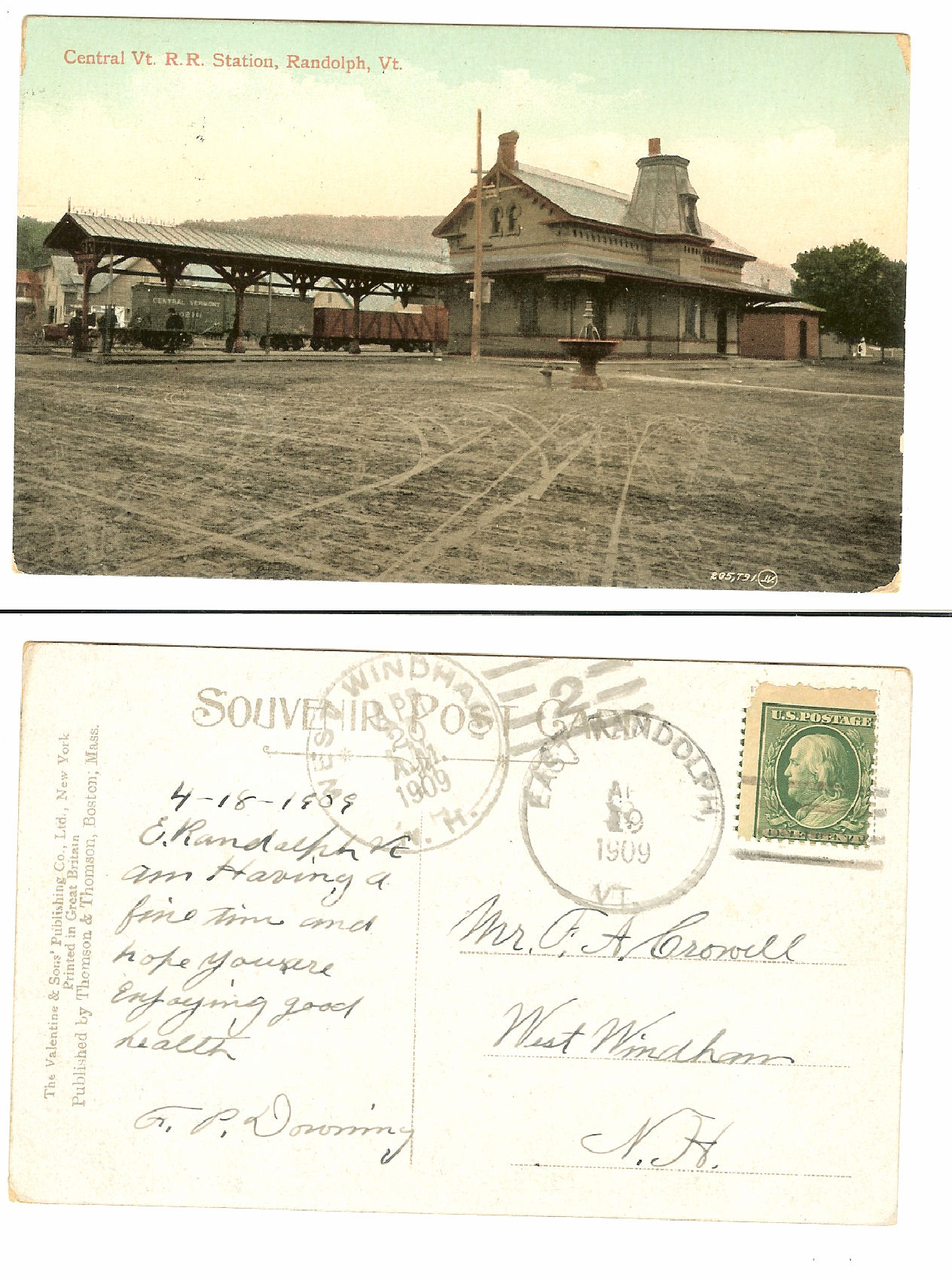
Железнодорожная станция в Рэндольфе (Вермонт)[англ.] на открытке, франкированной почтовой маркой США (1909)
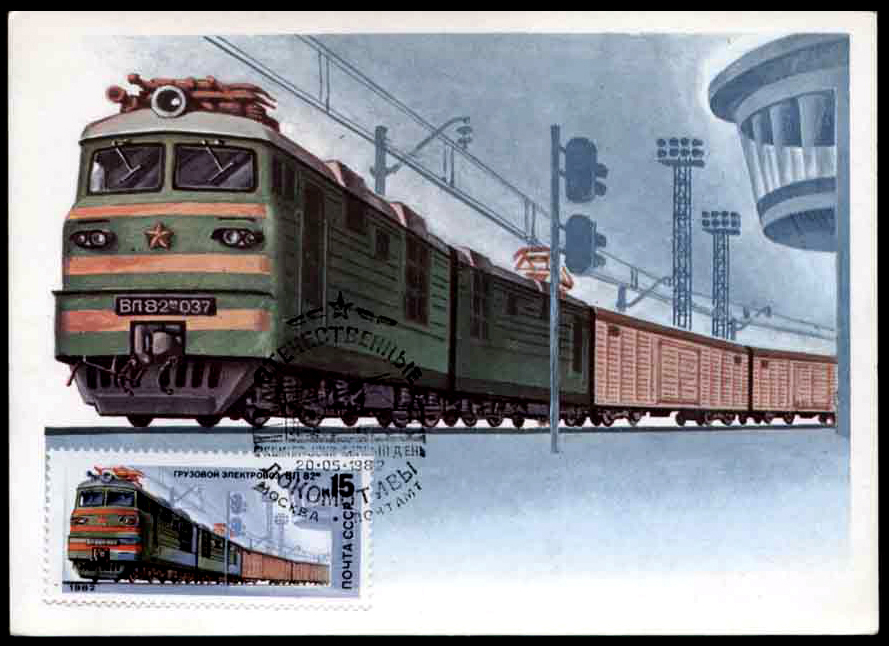
Грузовой электровоз ВЛ82м на картмаксимуме СССР с почтовой маркой (ЦФА [АО «Марка»] № 5296) и гашением первого дня (1982)

## Каталоги
Каталоги и другая литература по железнодорожной филателии публикуются в Великобритании, Испании, Германии, США, Франции, Швеции, ЮАР, Японии и других странах.
В частности, существуют специализированные каталоги почтовых марок на железнодорожную тематику, например:
- Collect Railways on Stamps: A Stanley Gibbons Thematic Catalogue / D. J. Aggersberg. — 3rd edn. — London: Stanley Gibbons Ltd., 1999. — 208 p. — ISBN 0-85259-436-4. (англ.) (Дата обращения: 9 июня 2011)
- Domfil. Thematic Stamp Catalogue — Railways / Jordi Domingo I. Gimeno. — 2nd edn. — Domfil grupo Afinsa, 2001. — 738 p. — ISBN 84-95615-00-2. (Тематический каталог марок «Железные дороги» от Domfil. — 2-е изд.) (Дата обращения: 9 июня 2011)

Однако в ряде случаев включение тех или иных марок в эти каталоги может оспариваться (см. примеры ниже).
| Примеры марок, ошибочно включённых в каталоги по железнодорожной филателии | Примеры марок, ошибочно включённых в каталоги по железнодорожной филателии                                             | Примеры марок, ошибочно включённых в каталоги по железнодорожной филателии |
| -------------------------------------------------------------------------- | --- | -------------------------------------------------------------------------- |
|                                                                            | |                                                                            |
| СССР, 1962 (Sc #2655): на марке изображены не паровозы, а трактора         | ФРГ, 1964 (Mi #418): это не железнодорожный паром, так как из Киля нет железнодорожного сообщения в страны Скандинавии | ГДР, 1980 (Mi #2508): ни железнодорожной колеи, ни вагона                  |

Для цельных вещей на железнодорожную тему также издаются специальные каталоги.

## Объединения

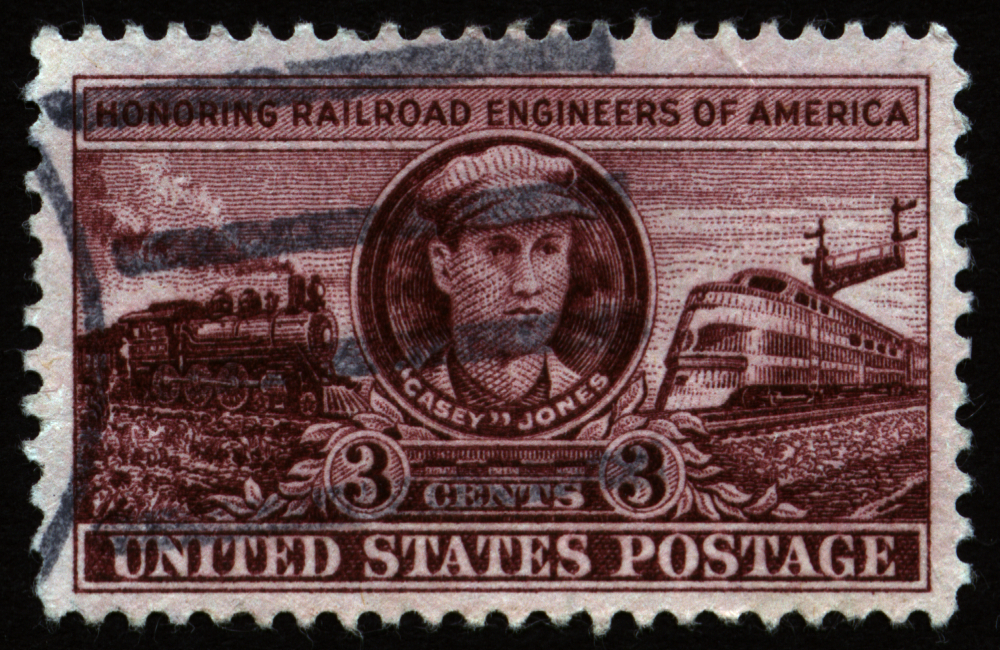
Легендарный американский машинист Кейси Джонс был удостоен чести быть запечатлённым на марке США 1950 года(Sc #993). Его именем также названо отделение железнодорожной филателии при Американской тематической ассоциации

В 1950 году в США было учреждено упоминавшееся выше Железнодорожное отделение имени Кейси Джонса (англ. Casey Jones Railroad Unit) — первое из специализированных групп при Американской тематической ассоциации. Оно публикует раз в два месяца бюллетень «The Dispatcher» («Диспетчер») и насчитывает более 200 членов по всему миру. Область коллекционирования этой группы — почтовые марки и специальные гашения, посвящённые всему, что относится к железным дорогам и железнодорожному транспорту.
В Великобритании создана Группа железнодорожной филателии (Railway Philatelic Group), которая объединяет около 450 коллекционеров из разных стран мира, увлекающихся собиранием железнодорожных марок и других филателистических материалов на эту тему. Группа распространяет среди своих членов ежеквартальный журнал «Railway Philately», первый номер которого вышел в сентябре 1966 года.
Железнодорожные филателисты в Дании организованы в рамках Датского клуба марок для грузов и железных дорог (Danish Freight Stamp and Railway Stamp Club), который был основан в 1997 году. В нём состоит около 110 членов, в том числе из Швеции, Норвегии, Германии, США и Австралии, которые интересуются железнодорожными посылочными марками, железнодорожными штемпелями, гашениями железнодорожной почты, билетами, расписаниями, правилами железных дорог, почтовыми карточками и марками с железнодорожными мотивами или на железнодорожную тематику. Клуб издаёт собственный журнал с частотой 4—5 раз в год.
В мире известны также другие филателистические организации, которые связаны c железнодорожной тематикой:
- Международная мотивная группа «Железнодорожное дело» (нем. Internationale Motivgruppe Eisenbahnwesen e.V.; Германия),
- Железнодорожная группа при Японской филателистической ассоциации (англ. Railway Group in Japanese Philatelic Association; Япония),
- Железнодорожное отделение при организации «Тематика — Южная Африка» (Railway Thematic Unit of Thematics SA, Rail-Theme / Spoor-Tema; ЮАР),
- Ассоциация железнодорожных филателистов Румынии (рум. Asociatia Filatelistilor Feroviari din România; Румыния),
- Группа изучения железнодорожных мотивов при Национальной федерации венгерских филателистов (венг. MABEOSZ  Vasùtmotivumgüjto Önàllò Szakcsoport; Венгрия),
- Всепольский клуб интересов «Железная дорога» имени Эрнеста Адама Малиновского при Польском союзе филателистов[пол.] (пол. Ogólnopolski klub zainteresowań PZF „Kolejnictwo” im. Ernesta Adama Malinowskiego; Польша) и др.